# Placówka Straży Granicznej w Cieszynie
Placówka Straży Granicznej w Cieszynie – zlikwidowana graniczna jednostka organizacyjna Straży Granicznej realizująca zadania w ochronie granicy państwowej z Republiką Czeską.

## Formowanie i zmiany organizacyjne
Placówka Straży Granicznej w Cieszynie (PSG w Cieszynie) z siedzibą w Cieszynie, na terenie drogowego przejścia granicznego Cieszyn-Chotěbuz, została powołana 24 sierpnia 2005 Ustawą z 22 kwietnia 2005 O zmianie ustawy o Straży Granicznej..., w strukturach Śląskiego Oddziału Straży Granicznej w Raciborzu z przemianowania dotychczas funkcjonującej Granicznej Placówki Kontrolnej Straży Granicznej w Cieszynie (GPK SG w Cieszynie). Znacznie rozszerzono także uprawnienia komendantów, m.in. w zakresie działań podejmowanych wobec cudzoziemców przebywających na terytorium RP.
15 czerwca 2006 została zlikwidowana Placówka Straży Granicznej w Lesznej Górnej. Ochraniany przez placówkę odcinek granicy państwowej wraz z obsadą etatową i drogowymi przejściami granicznymi Leszna Górna-Horní Líštná i Jasnowice-Bukovec przejęła Placówka SG w Cieszynie. Podyktowane to zostało przyjętą przez Radę Ministrów 6 czerwca 2000 Strategią Zintegrowanego Zarządzania Granicą. 

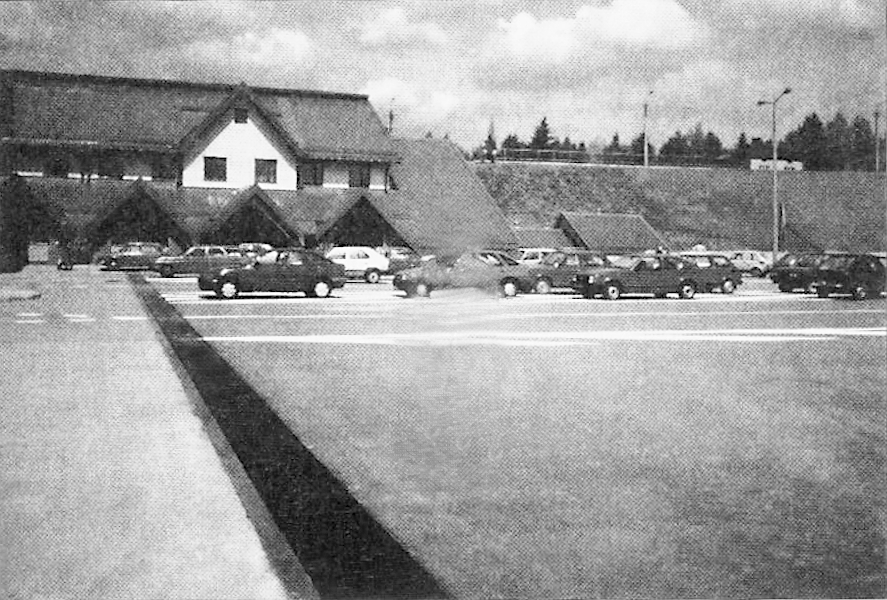
Siedziba PSG w Cieszynie do 19.12.2008 (maj 1991)

19 grudnia 2008 Placówka SG w Cieszynie zmieniła swoją siedzibę. Z budynku przy ulicy Granicznej, znajdującego się na terenie dawnego drogowego przejścia granicznego Cieszyn-Chotěbuz, placówka została przeniesiona do obiektu Straży Granicznej przy ulicy Wojska Polskiego w Cieszynie. Funkcjonowała tam wraz Samodzielną Sekcją Szkolenia Śląskiego Oddziału Straży Granicznej pełniącą funkcję ośrodka szkoleniowego.
Jako kolejny element trwającej w Straży Granicznej reorganizacji, 15 maja 2010 przestała istnieć Placówka Straży Granicznej w Zebrzydowicach, a terytorialny zasięg działania placówki, został przejęty przez placówki SG w Raciborzu i Cieszynie .
W związku ze zmianami organizacyjnymi w Straży Granicznej, 1 lipca 2013 Placówka SG w Cieszynie weszła w podporządkowanie nowo utworzonego Śląsko-Małopolskiego Oddziału Straży Granicznej w Raciborzu.
Zarządzeniem nr 93 Komendanta Głównego Straży Granicznej z dnia 17 grudnia 2013, 31 grudnia 2013 zniesione zostały placówki straży granicznej w Cieszynie i Żywcu, w miejsce których, 1 stycznia 2014 utworzona została Placówka Straży Granicznej w Bielsku-Białej (Placówka SG w Bielsku-Białej) z siedzibą w Cieszynie .

## Ochrona granicy

### Terytorialny zasięg działania
Od 1 stycznia 2010 do 31 grudnia 2013 placówka ochraniała odcinek granicy państwowej o długości 76,58 km :
Stan z 1 sierpnia 2011
- Włącznie znak graniczny nr I/1 (Trójstyk) , wyłącznie znak gran. nr I/148a.
- Linia rozgraniczenia:

1. Z placówką Straży Granicznej w Żywcu: włącznie zn. gran. nr III/201 (I/1), włącznie most na rzece Czadeczka (4346-5490-8), prawym brzegiem rzeki Czadeczka do zetknięcia się granicy miejscowości Jaworzynka, Koniaków i Istebna, granicą miejscowości Koniaków oraz Istebna, dalej granicą gmin Milówka, Radziechowy Wieprz i Lipowa oraz Istebna, Wisła i Szczyrk.
2. Z placówką Straży Granicznej w Raciborzu: wyłącznie zn. gran. nr I/148a, dalej granicą gmin Jastrzębie-Zdrój i Żory oraz Godów, Mszana i Świerklany.

- Poza strefą nadgraniczną obejmowała: Bielsko-Biała (m.p.), z powiatu cieszyńskiego gmina Chybie, z powiatu bielskiego gminy: Buczkowice, Wilkowice, Porąbka, Kozy, Wilamowice, Bestwina, Czechowice-Dziedzice, Jasienica, Jaworze, z powiatu pszczyńskiego gminy: Suszec, Goczałkowice-Zdrój, Kobiór, Miedźna, Pszczyna}.

15 stycznia 2008 do 31 grudnia 2009 placówka ochraniała odcinek granicy państwowej o długości ok. 56 km :
- Włącznie znak gran. nr I/1, wyłącznie znak gran. I/104/3.
- Obejmowała swoim działaniem powiaty: cieszyński, bielski, pszczyński, miasto na prawach powiatu Bielsko-Biała.

- 15 czerwca 2006 do 14 stycznia 2008 ochraniała odcinek granicy państwowej:
- Włącznie znak gran. nr I/23, wyłącznie znak gran. nr I/104/3.

Przejścia graniczne:
- Leszna Górna-Horní Líštná – 15.06.2006–21.12.2007
- Jasnowice-Bukovec – 15.06.2006–21.12.2007
- Cieszyn (most Wolności, most Przyjaźni)-Český Těšín (most Svobody, most Družby) – do 21.12.2007
- Cieszyn-Český Těšín (kolejowe) – do 21.12.2007
- Cieszyn-Chotěbuz – do 21.12.2007.

24 sierpnia 2005 do 14 czerwca 2006 placówka ochraniała odcinek granicy państwowej:
- Włącznie znak gran. nr I/79, wyłącznie znak gran. nr I/104/3.

Przejścia graniczne:
- Cieszyn (most Wolności, most Przyjaźni)-Český Těšín (most Svobody, most Družby)
- Cieszyn-Český Těšín (kolejowe)
- Cieszyn-Chotěbuz.

## Placówki sąsiednie
- Placówka SG w Lesznej Górnej ⇔ Placówka SG w Zebrzydowicach – 24.08.2005–14.06.2006
- Placówka SG w Ustroniu ⇔ Placówka SG w Zebrzydowicach – 15.06.2006–14.01.2008
- Placówka SG w Żywcu ⇔ Placówka SG w Zebrzydowicach – 15.01.2008–31.12.2009
- Placówka SG w Żywcu ⇔ Placówka SG w Raciborzu – 01.01.2010–31.12.2013.

## Komendanci placówki
- ppłk SG Jacek Klorczyk (2007–31.12.2013) – do rozformowania[11].

## Upamiętnienie
- 2015 – 7 czerwca na budynku byłej siedziby Placówki Straży Granicznej w Cieszynie odsłonięta została tablica upamiętniająca żołnierzy, funkcjonariuszy i pracowników polskich formacji granicznych na Śląsku Cieszyńskim. Organizatorem wydarzenia był Komitet Społeczny Ufundowania Tablicy Pamięci oraz Śląsko-Małopolski Oddział Straży Granicznej[12].